# Kaiser-Wilhelm-Denkmal an der Porta Westfalica

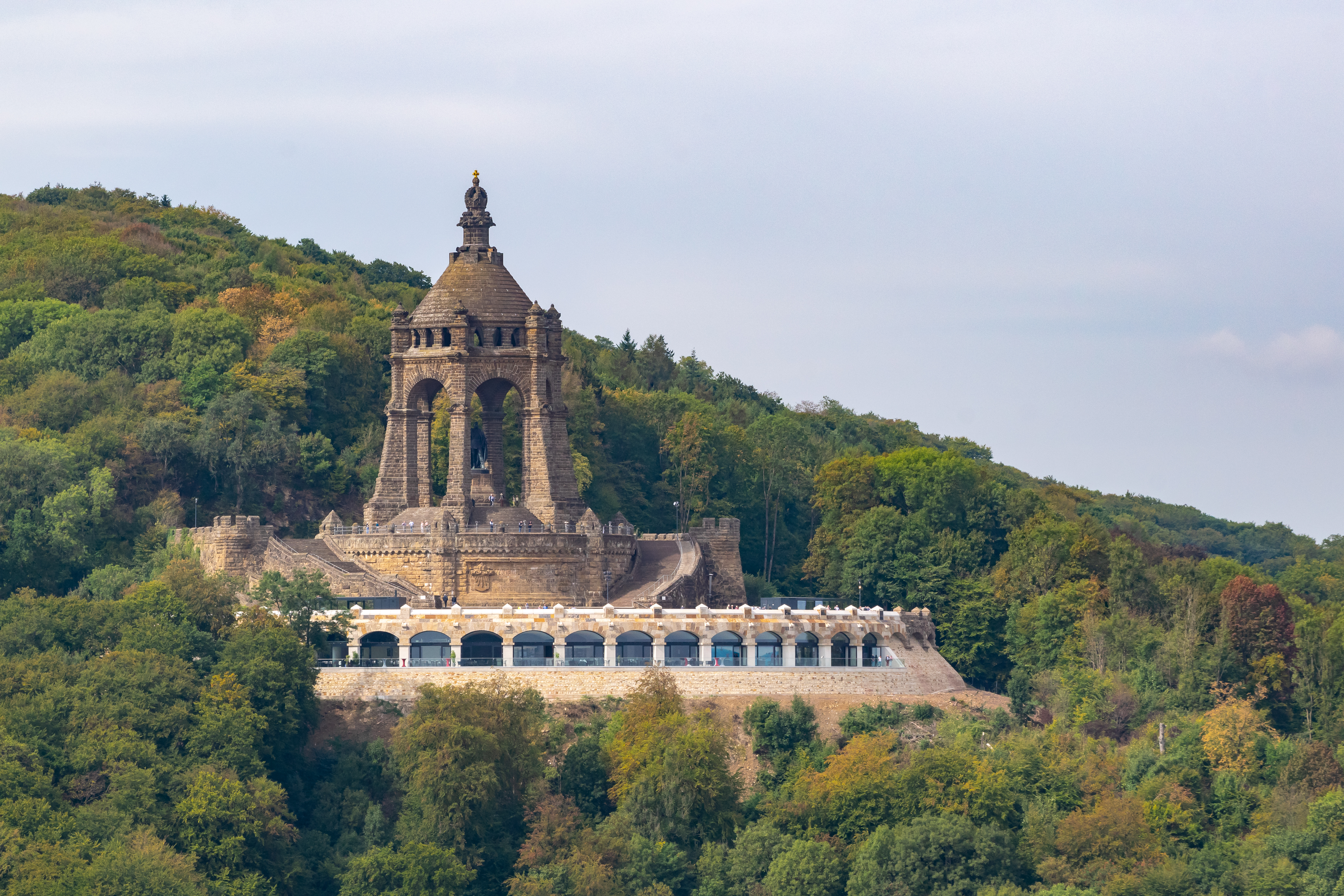
Kaiser-Wilhelm-Denkmal an der Porta Westfalica, 2018

Das Kaiser-Wilhelm-Denkmal an der Porta Westfalica in Barkhausen (Porta Westfalica) wurde 1892–1896 von Bruno Schmitz und Caspar von Zumbusch im Monumentalstil errichtet. Das Standbild unter einer Kuppel stellt den ersten Deutschen Kaiser Wilhelm I. dar, die Linke auf das Schwert gestützt und die Rechte zum Gruß erhoben. Das insgesamt 88 Meter hohe Monument gehört zu den Sehenswürdigkeiten Nordrhein-Westfalens und zu den Nationaldenkmälern Deutschlands.

## Geschichte

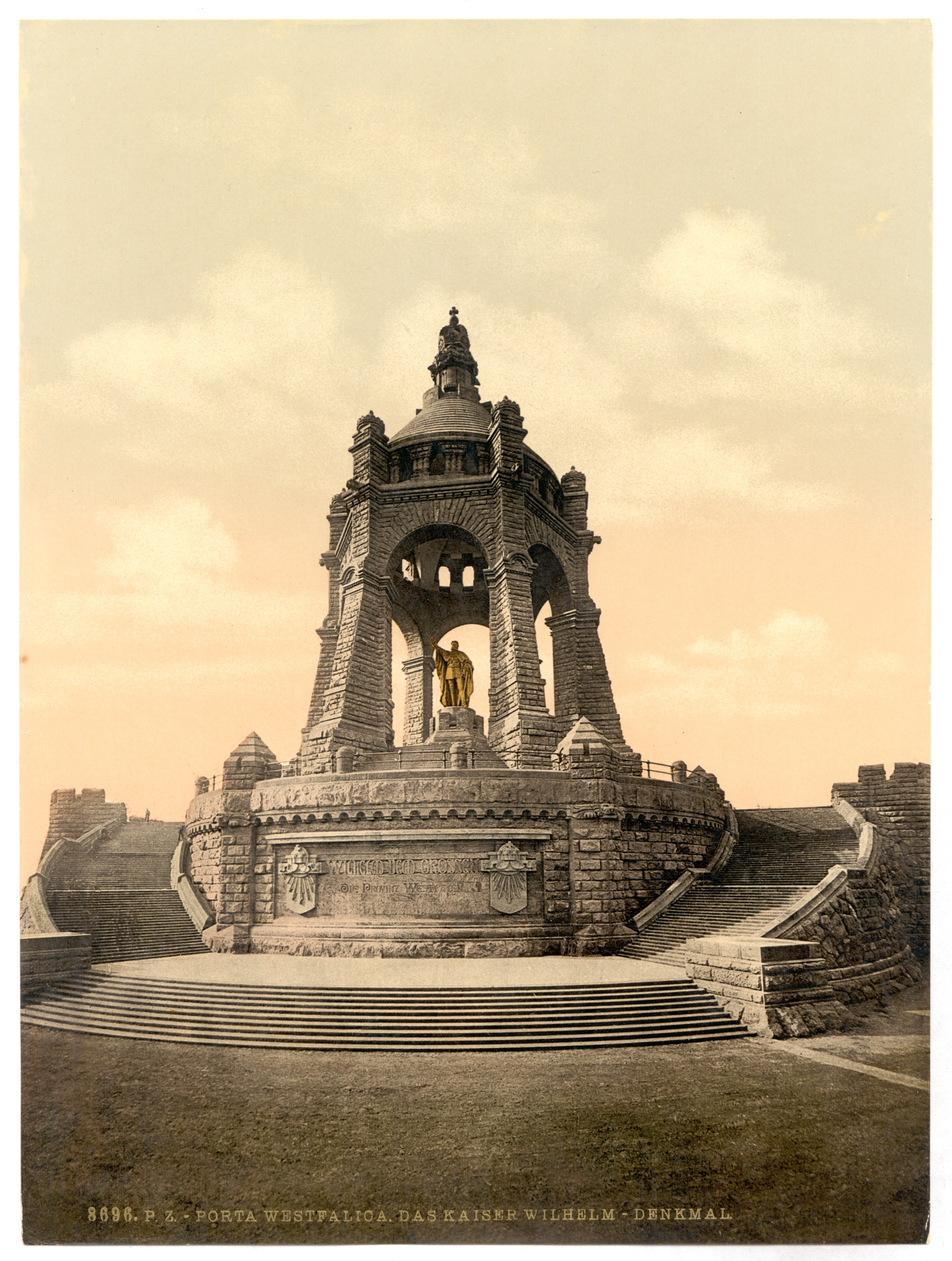
Kaiser-Wilhelm-Denkmal an der Porta Westfalica, um 1900

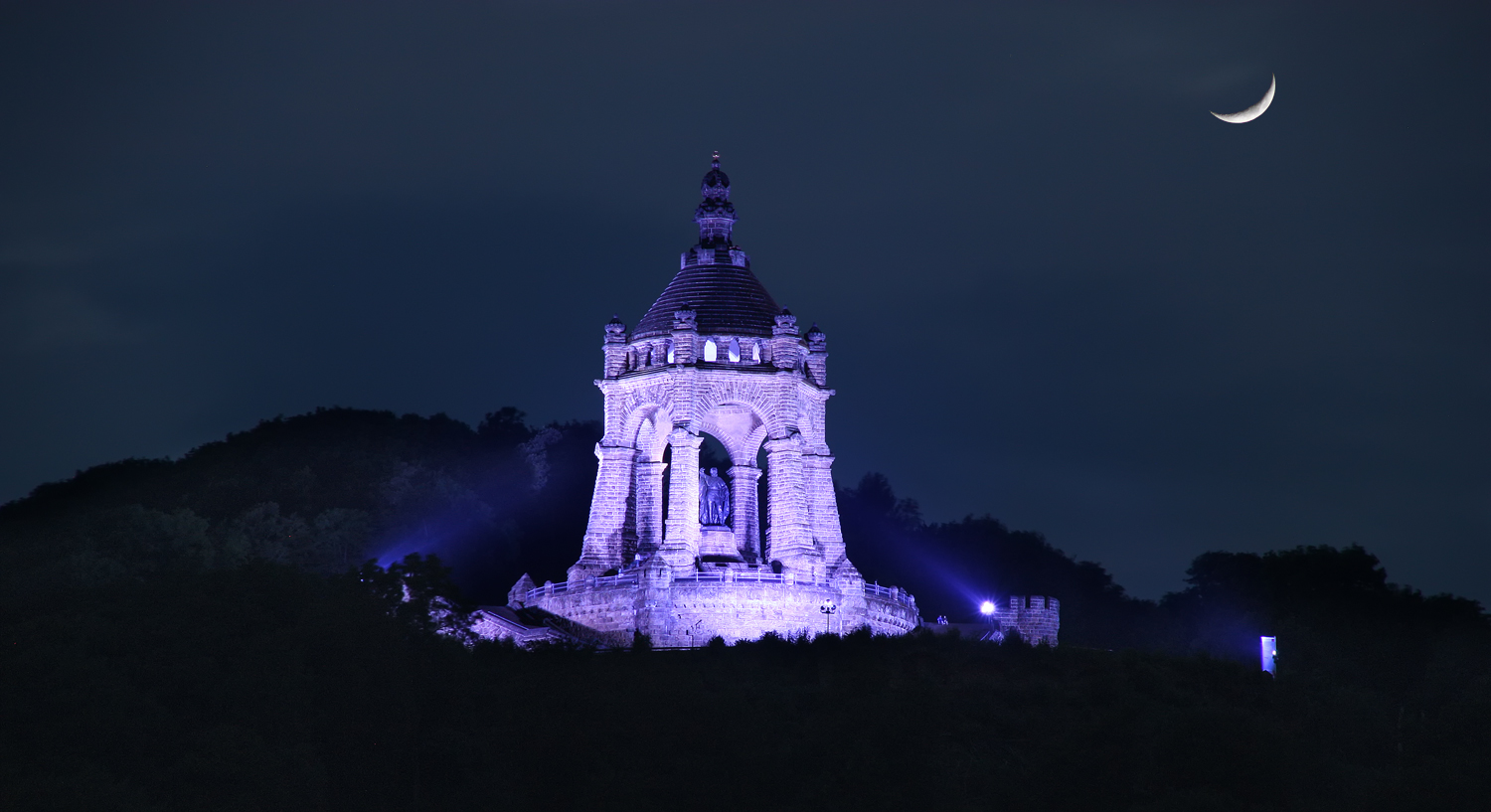
Ansicht bei Nacht

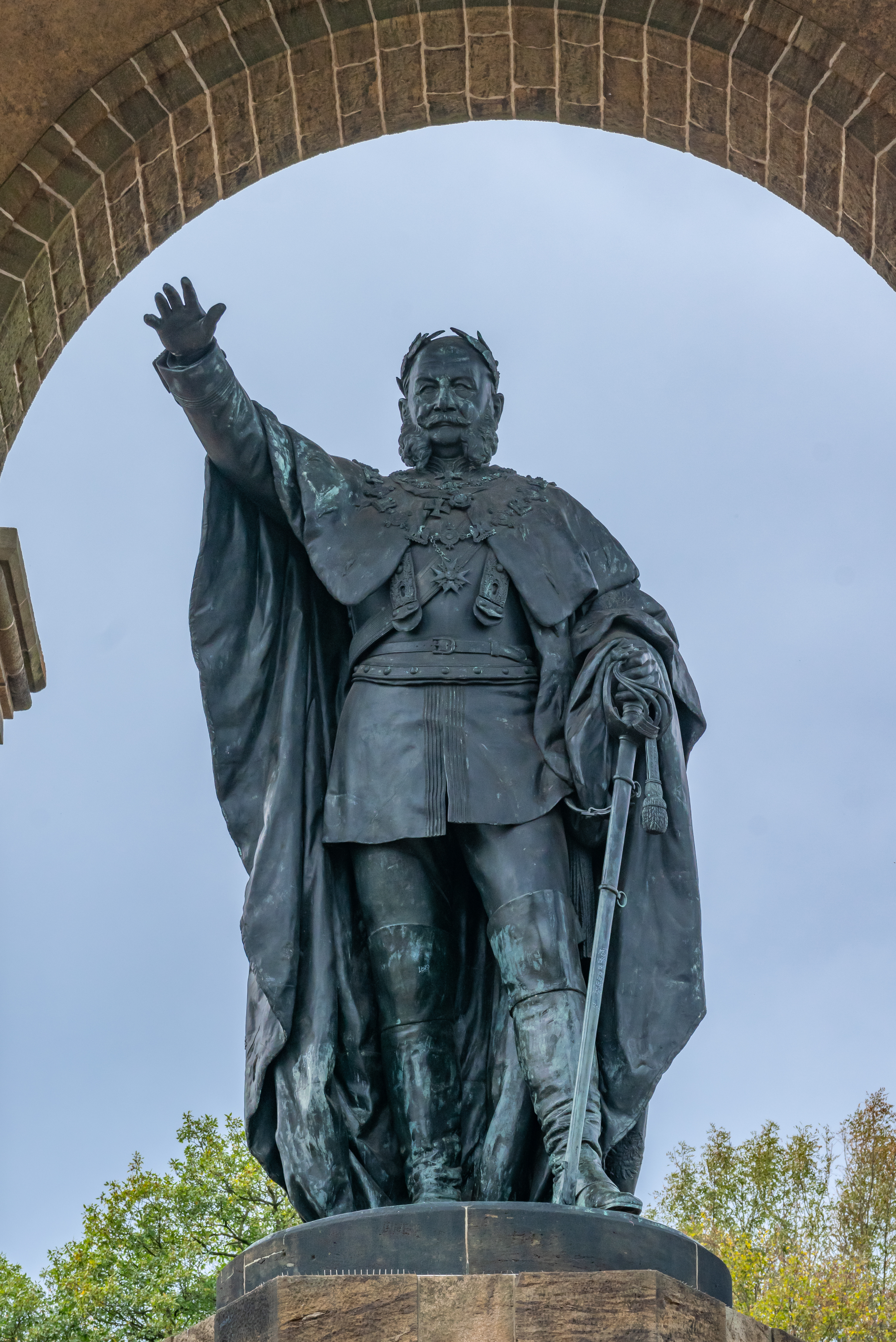
Standbild Wilhelms I.

Nach dem Tod von Kaiser Wilhelm I. im Jahr 1888 wurden vielerorts in Preußen Kaiser-Wilhelm-Denkmäler in Auftrag gegeben. Das Personen- und Nationaldenkmal stellt als eines der letzten Großdenkmale den Kaiser in den Mittelpunkt der Erinnerungskultur des ausgehenden 19. Jahrhunderts, die die nationalstaatliche Einigung in den Vordergrund stellte. An der Porta Westfalica als landschaftsprägendem Ort wurde mit dem Kaiser-Wilhelm-Denkmal ein Bildungsprogramm der nationalen Vereinheitlichung umgesetzt. Hier wurde die Einigung des Deutschen Reiches als Folge des Deutsch-Französischen Krieges in Person des Kaisers gefeiert.
Das Denkmal wurde auf Beschluss des Provinziallandtages der preußischen Provinz Westfalen in den Jahren von 1892 bis 1896 nach Plänen des Berliner Architekten Bruno Schmitz errichtet. Der westfälische Provinziallandtag legte am 15. März 1889 mit knapper Mehrheit die Porta Westfalica als Standort fest. Dies wurde durch den Abgeordneten Hösch bereits im April 1888, einen Monat nach dem Tode Kaiser Wilhelms I., vorgeschlagen. Die Mindener Stadtverordnetenversammlung nahm diesen Vorschlag sofort auf. Die Initiative für den Denkmalbau ging vom Landrat des Kreises Minden Alexander von Oheimb aus, dem Besitzer des nahe gelegenen Guts Oheimb in Holzhausen, der als Vorsitzender des Denkmal-Komitees für den hiesigen Standort warb.
Als Alternativstandort war die Hohensyburg beim Dortmunder Stadtteil Syburg diskutiert worden. Der Standort in Ostwestfalen konnte sich trotz der im Vergleich zum Ruhrgebiet geringeren Bevölkerungszahl als besser geeignet durchsetzen: Das Denkmal ist hier weithin sichtbar – von Schiene, Straße und Fluss. Der genaue Standort wurde durch eine Landtagskommission unter der Leitung des Oberpräsidenten Stutz bei einer Begehung am 5. Juni 1889 festgelegt.
Als Bildhauer für die Bronzefigur Wilhelm I. wurde der aus Herzebrock stammende Bildhauer Caspar von Zumbusch gewonnen. Für die architektonische Gestaltung schrieb die Provinz einen Architektenwettbewerb aus, zu dem 58 Entwürfe eingingen. Vom Preisgericht, dem neben von Zumbusch auch die Architekten Prof. Conrad Wilhelm Hase, Reinhold Persius und Heinrich Klutmann angehörten, wurde ein erster Preis an den jungen Berliner Architekten Bruno Schmitz vergeben, der ein Jahr zuvor schon den Wettbewerb für das Kyffhäuserdenkmal gewonnen hatte und später das Denkmal am Deutschen Eck in Koblenz (1897) und das Leipziger Völkerschlachtdenkmal (1913) gestaltete. Sein Entwurf wurde für die Umsetzung ausgewählt. Einen weiteren ersten Preis erhielten die Dresdner Architekten Richard Reuter und Theodor Fischer.
Die Vorbereitungen zum Bau begannen im Sommer 1892. Der Bau des Denkmals dauerte fünf Jahre, von 1892 bis 1896. Dabei gab das Projekt rund 200 Menschen Arbeit, angefangen von Maurern und Steinhauern bis hin zu Schmieden, Schlossern und Wegebauern. Gebaut wurde mit in der Region gebrochenem Portasandstein. Es wurden rund 13.000 Kubikmeter Mauerwerk ausgeführt und 3.000 Meter Treppenstufen verlegt. Die Baukosten für das gesamte Denkmal inklusive Landerwerb und Zufahrtsstraße wurden mit rund 800.000 Mark veranschlagt; am Ende kostete es 833.000 Mark, anderen Angaben zufolge sogar 1.000.000 Mark. Die ursprünglich geplante, halbkreisförmige Kolonnade auf der Rückseite des Denkmals wurde nicht ausgeführt. Am 18. Oktober 1896 wurde das Denkmal im Beisein von Kaiser Wilhelm II. und Kaiserin Auguste Viktoria im Rahmen einer Feier eingeweiht, an der zwischen 15.000 und 20.000 Menschen teilnahmen. Landrat Alexander von Oheimb betonte in seiner Ansprache „die Verdienste des Kaisers Wilhelm I. um die Reichseinigung.“
Von Herbst 1944 bis Frühjahr 1945 mussten Zwangsarbeiter des KZ-Außenlagers Porta Westfalica im 100 Meter tiefen „Denkmalstollen“ des Wittekindsbergs Rüstungsgüter für die NS-Luftwaffe produzieren. Nach dem Zweiten Weltkrieg ließen die britischen Besatzungstruppen den Eingang zum Stollen 1946 sprengen, wobei ein Großteil der Ringterrasse des Kaiserdenkmals abrutschte. Im Jahr 1956 wurden die Schäden provisorisch behoben und die Plattform dadurch verkleinert.
Von 2013 bis 2018 wurde das Denkmal restauriert und gemäß einem neuen Besucherkonzept durch den Architekten Peter Bastian aus Münster umgebaut. Dabei entstanden in der wiederhergestellten Ringterrasse des Denkmals ein Restaurant und ein Besucherzentrum. Nach dem Umbau wurde das Denkmal am 8. Juli 2018 feierlich neu eröffnet. Bereits zuvor war die Standsicherheit des Denkmals durch umfangreiche Baumaßnahmen gesichert worden. Die Treppe am Denkmalaufgang wurde erneuert (55.000 Euro) und ein barrierefreier Weg vom Parkplatz zum Denkmal eingerichtet (85.000 Euro). Ein Baugutachten ergab, dass die Standsicherheit des Ringsockels aufgrund der Witterungseinflüsse nicht mehr gegeben ist. Am 11. Oktober 2013 beschloss der Landschaftsausschuss des Landschaftsverbands Westfalen-Lippe (LWL) als Eigentümer des Kaiser-Wilhelm-Denkmals, für die Sanierung und Rekonstruktion der Ringterrasse 2,8 Millionen Euro zur Verfügung zu stellen; der Bund steuert dazu 300.000 Euro bei.
Im Vorfeld der Sanierung hatte der LWL die alte Denkmalwirtschaft am Parkplatz unterhalb des Denkmals, für die sich kein Pächter mehr fand, erworben, um sie abzubrechen. Es fand ein Architektenwettbewerb statt, den das Büro Peter Bastian Architekten BDA in Münster im Frühjahr 2014 gewann. Demnach wurden in den Sockel unterhalb des Vorplatzes ein Denkmalcafé und ein Besucherzentrum eingebaut, das im Untergeschoss der Ringterrasse liegt und so eine neue Ebene geschaffen. Im Sommer 2014 begannen die Bauarbeiten. Zunächst wurde das Mauerwerk gesichert und ab dem Sommer 2014 wurden zwei Rundbögen der Stützmauer an der Ostseite des Vorplatz exemplarisch aufgegraben und gesichert. Im Frühjahr 2016 wurde die Plattform unter dem Denkmal gesperrt; im Sommer 2016 begannen die Erdarbeiten, bei denen 25.000 Kubikmeter Erdreich abgefahren wurden. Um die wiederhergestellte Ringterrasse mit dem in ihr liegenden Restaurant stabil zu gründen, wurden 270 Kleinbohrpfähle für die Standsicherheit des Gebäudes und des Denkmals in den Fels getrieben.
Die Rohbaumaßnahmen wurden im Dezember 2017 abgeschlossen. Als Baumaterial für die restaurierte Ringmauer konnte kein Portasandstein mehr eingesetzt werden, weil die Steinbrüche erschöpft und stillgelegt sind, und auch nicht Ibbenbürener Sandstein. Es wurde Obernkirchener Sandstein verwendet, der heller ist. Am 15. September 2016 wurde am Denkmal im Beisein von Bundesbauministerin Barbara Hendricks und LWL-Direktor Matthias Löb der Grundstein gelegt. Das Bundesbauministerium unterstützte die Umgestaltung des als national wertvolles Kulturgut geltenden Denkmals mit 5,5 Millionen Euro. Die Gesamtkosten waren auf 12,4 Millionen Euro kalkuliert.

## Beschreibung

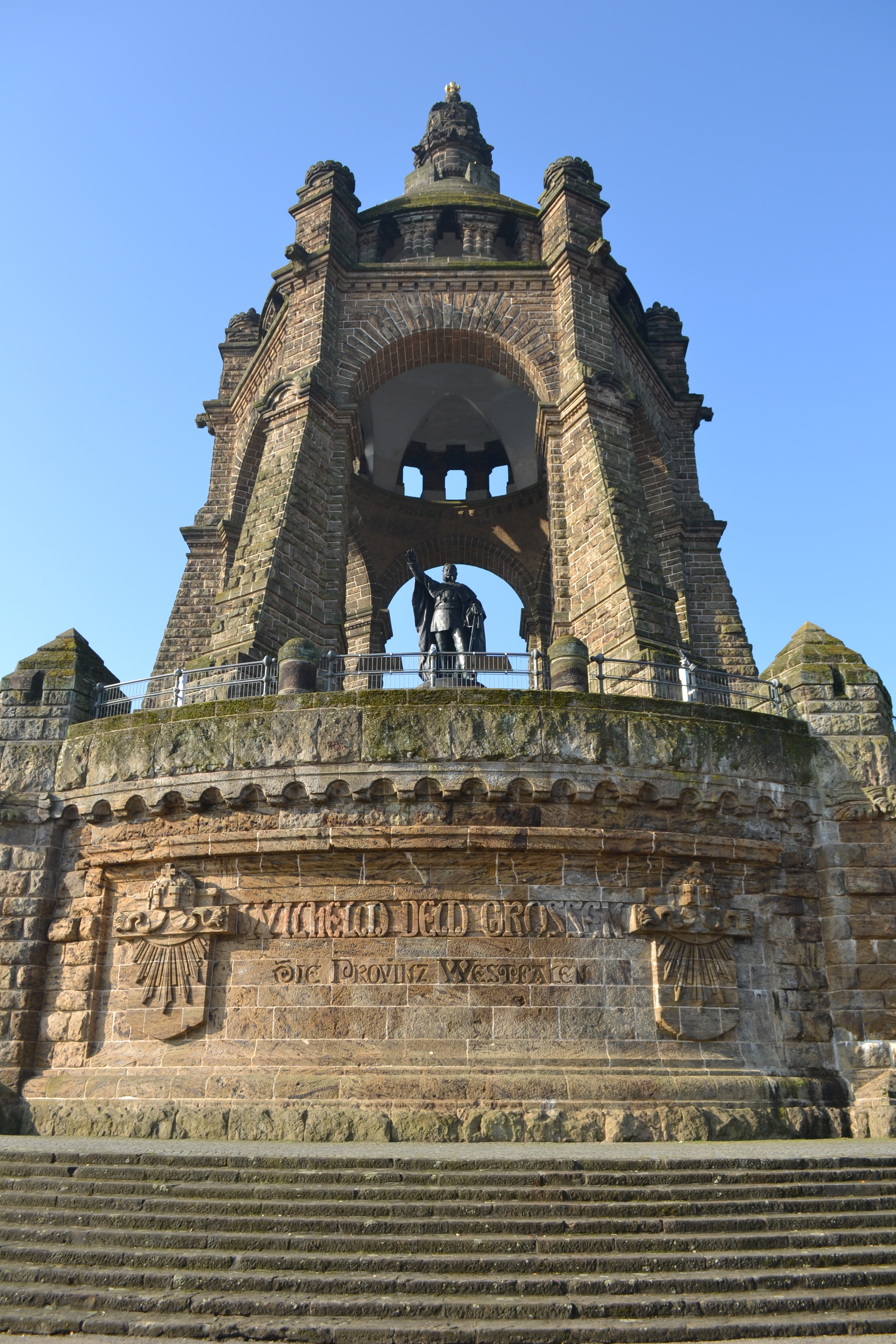
Vorderansicht des Denkmals

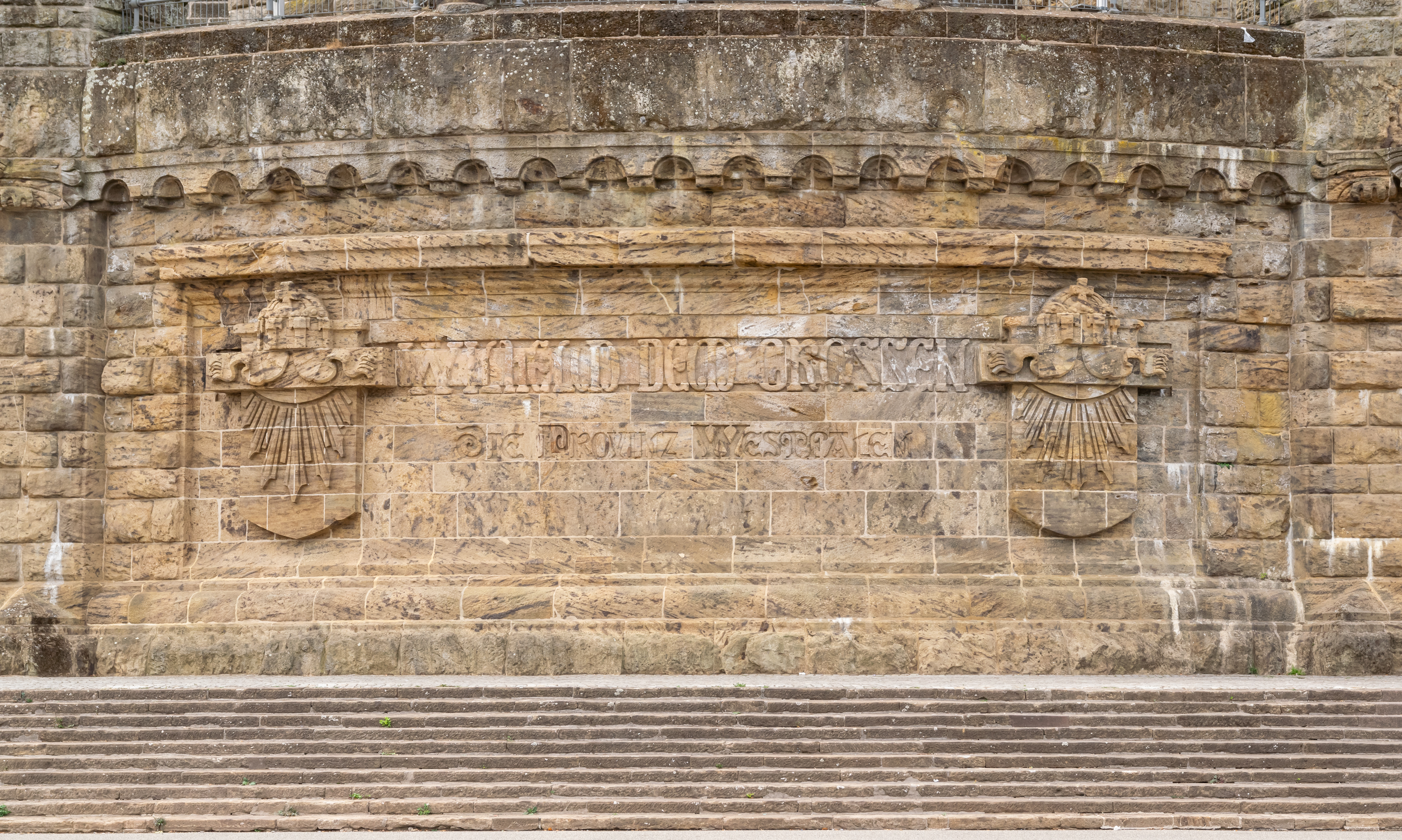
Inschrift am Sockel

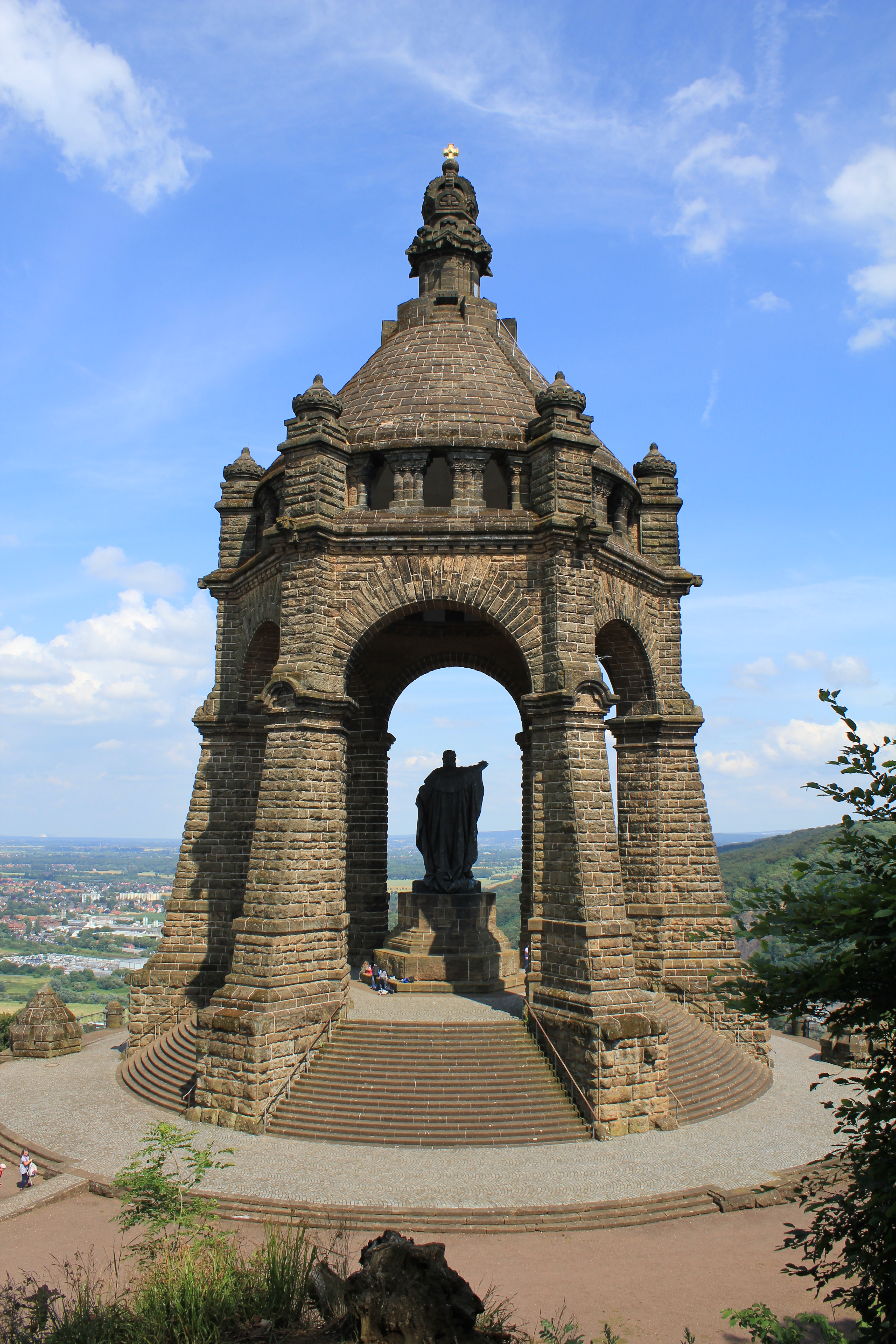
Rückansicht des Denkmals

Das Kaiser-Wilhelm-Denkmal liegt oberhalb des Weserdurchbruchs Porta Westfalica, des „Tors nach Westfalen“, im Ortsteil Barkhausen der heutigen ostwestfälischen Stadt Porta Westfalica im nordrhein-westfälischen Kreis Minden-Lübbecke. Hier zieht sich das Kammgebirge Wiehengebirge in Ost-West-Richtung als Mittelgebirgsschwelle von der Norddeutschen Tiefebene in die südlich anstehenden Mittelgebirge. Das Denkmal steht landschaftsprägend am Ostende des Wiehengebirges auf dem Osthang des Wittekindsbergs (294,2 m ü. NHN). Es erhebt sich weithin sichtbar über den markanten Weserdurchbruch Porta Westfalica, in dem sich die Weser zwischen Wiehengebirge im Westen und Wesergebirge im Osten sowie zwischen den Städten Porta Westfalica im Süden und Minden im Norden ihren Weg durch die Mittelgebirgsschwelle in die Norddeutsche Tiefebene gebahnt hat. Der Standort des Denkmals wurde bewusst an die Ostgrenze der damaligen Provinz Westfalen zur Porta Westfalica gelegt.
Am Südosthang des Wittekindsbergs streichen Schichten des mittleren und oberen Jura aus, die unterschiedliche Gesteine in unterschiedlicher Zusammensetzung enthalten: Tone, Mergel, Kalksteine, Sandsteine. Das Denkmal selbst steht auf einer morphologisch härteren Schicht aus Gesteinen der Heersumer Schichten und des Korallenooliths (Oberjura). Der Höhenunterschied vom Denkmalfuß auf einer Höhe von 210 m bis zur Weser an der Brücke der Bundesstraße 61 (39,7 m) beträgt 170 m.
Das Kaiser-Wilhelm-Denkmal erhebt sich in zwei Plattformen über das Gelände. Die untere Ringterrasse öffnet den Platz nach Osten und bietet die Grundlage des nach Westen in den Hang hinein gebauten Denkmals. Mit einem Durchmesser von 120 Metern wird sie durch eine Mauer mit einfacher Zinnenwehr und dreißig Stützpfeilern gestützt. Der Kuppelbau des Denkmals erhebt sich darüber, umgeben von einer nördlich und südlich umschließenden Treppenanlage, die auf der oberen Terrasse mündet. Die obere Terrasse begrenzt den Platz nach Westen. Der Kuppelbau, ein auf sechs Strebepfeilern gestützter Baldachin, hat im oberen Teil die Form einer Kaiserkrone mit Kugel und Kreuz auf der Spitze. Auch die Strebepfeiler schließen mit einer Krone ab. Der Baldachin beinhaltet das Standbild, das aus gegossener Bronze besteht. Das Standbild Wilhelm I. zeigt diesen in Uniform des Garde du Corps mit hohen Stiefeln, Waffenrock und Küraß. Darüber trägt er einen Krönungsmantel, der mit kaiserlichen Adlern versehen ist. Die rechte Hand hat Wilhelm I. zum Gruß erhoben, die linke auf das Schwert gestützt. Auf dem Kopf trägt er einen Lorbeerkranz.
Das Monument ist im Monumentalstil gestaltet, einem Übergangsstil vom Historismus zum Modernismus. Der Bau erhebt sich über einer Ringterrasse, die teils aus dem Felsen herausgearbeitet, teils künstlich angelegt wurde. Der beim Herausarbeiten der Terrasse gewonnene Kalkstein wurde gleich wieder zum Aufbau des restlichen Teils und für die Hintermauerung beim eigentlichen Denkmal genutzt. Während des Baues der Plattform traten im Erdreich Setzungen auf, die dazu führten, dass sich Steine lösten und teilweise sogar abstürzten. Über der Plattform ordnete Schmitz einen zwölf Meter hohen Unterbau mit einer Hochterrasse an, zu dem eine stattliche Treppe hinaufführt. Hinter dieser befindet sich zwischen zwei Wappenschilden die Inschrift Wilhelm dem Großen / die Provinz Westfalen. Über diese Inschrift ist lange diskutiert worden, sollte hier doch zunächst eine Schmucktafel mit den Wappen des Deutschen Reichs und der Provinz Westfalen angebracht werden. Von der Hochterrasse ragt der Kuppelbau mit dem das Kaiserstandbild schützenden Baldachin empor, der auf sechs relativ schmalen Pfeilern ruht, um eine möglichst gute Sicht auf das Standbild zu gewährleisten.
Die Anlage selber steht auf festem Gestein. Für alle sichtbaren Architekturteile wurde Portasandstein aus dem in der Nähe gelegenen Steinbruch Wolfsschlucht verwendet. Dieses Material war billiger als der zunächst angedachte Ibbenbürener Sandstein. Die Steine aus Portasandstein besitzen grobes Korn bei graubrauner, etwas grünlich schimmernder Färbung. Häufig treten zusätzlich dunkle Streifen infolge starken Eisengehalts auf. Die dem Regen ausgesetzten Sandsteinflächen wurden zur besseren Witterungsbeständigkeit mit Testalin getränkt. Das Monument ist insgesamt 88 Meter hoch. Damit ist es nach dem Völkerschlachtdenkmal in Leipzig das zweithöchste Denkmal Deutschlands. Das von Caspar von Zumbusch gefertigte Standbild des Kaisers ist 7 Meter hoch und steht auf einem 5,5 Meter hohen Steinsockel. Der Baldachin mit Kaiserkrone ist 50 Meter hoch und wird von sechs Säulen getragen.
Seit 2008 gehört das Denkmal zur Straße der Monumente, einem auf Initiative des Stadtgeschichtlichen Museums Leipzig gegründeten Netzwerk deutscher Denkmäler und Erinnerungsorte. Ziel des Netzwerks ist es, „die Erinnerungsorte als einstige Brennpunkte der Vergangenheit enger zu vernetzen und über gemeinsame Marketingmaßnahmen als Gesamtheit stärker erfahrbar zu machen“.
Vom Kaiser-Wilhelm-Denkmal aus bieten sich oftmals gute Aussichtsmöglichkeiten auf die Stadt Porta Westfalica, in das Norddeutsche Tiefland und unter anderem hinüber zum jenseits des Durchbruchstals gelegenen Wesergebirge.

## Tourismus

### Besucherzentrum
Das Kaiser-Wilhelm-Denkmal ist ein Anziehungspunkt in der Region und hat jährlich rund 100.000 bis 200.000 Besucher. Der Landschaftsverband Westfalen-Lippe (LWL) als Eigentümer des Denkmals und des Geländes ließ von 2013 bis 2018 ein Panoramacafé mit Informationszentrum am Denkmal neu errichten. Im Besucherzentrum, das im Sockel der Plattform untergebracht ist, wird die Geschichte des Denkmals und der Porta Westfalica in einer Ausstellung erzählt. Inhaltlich verantwortet dies das LWL-Preußenmuseum Minden; diese Kooperation soll in den folgenden Jahren deutlich ausgebaut werden.

### Gastronomie
Zum Konzept des Kaiser-Wilhelm-Denkmals an der Porta Westfalica gehörte immer eine Restauration. Die ursprünglich unterhalb des Denkmals auf dem Gelände des heutigen Parkplatzes erbaute Denkmalgaststätte in Fachwerk-Bauweise wurde 1966 durch einen massiven Neubau nach einem Entwurf des Mindener Architekten Wilhelm Hempel mit größerem Platzangebot ersetzt. Hier endete auch die Fahrstraße aus dem Tal auf einem Parkplatz. Die letzten Höhenmeter zum Denkmal mussten zu Fuß überwunden werden. Die Denkmalwirtschaft stand in den 1990er Jahren lange leer, war dem Vandalismus unterworfen und wurde in der Woche vor Ostern 2015 abgerissen, um einen Bauplatz für die Sanierungsarbeiten am Denkmal zu schaffen. Hier entstand anschließend ein neuer Kiosk mit Toilettenanlage, der im Dezember 2017 eröffnet wurde. Auf der Fläche der alten Denkmalgaststätte entstand der neue Zugang zum Parkplatz mit Wendeschleife und Bushaltestreifen. Seit dem Umbau gibt es ein Panoramarestaurant auf der wiedererrichteten Ringterrasse direkt am Denkmal.

### Anfahrt
Das Gelände und das Denkmal können kostenfrei besucht und mit dem Auto angefahren werden. Nächster Bahnhof ist der Bahnhof Porta Westfalica, Wanderer erreichen von hier das Denkmal auf zwei Wegen, zum einen über den direkten Weg über die Goethe-Freilichtbühne Porta Westfalica auf dem Europäischen Fernwanderweg E11, zum anderen über die Wolfsschlucht mit dem südlichen steileren Abfall zur Weser.
Anstelle der alten Denkmalgaststätte entstand ein Wendeplatz mit zwei Haltestellen für Busse und die Zufahrt zum Parkplatz. Auf dem Parkplatz stehen rund 170 Stellplätze zur Verfügung. Sie werden bewirtschaftet und kosten mindestens drei Euro für drei Stunden. Da die Anzahl der Parkplätze sehr begrenzt ist, wurde im Tal ein zusätzlicher Parkplatz mit weiteren 140 Stellplätzen in der Nähe der südlichen Einfahrt zum Weserauentunnel gebaut. Ein weiterer Parkplatz im Tal ist in Planung.
Die Besucher kommen mit einem Pendel-Bus am Wochenende vom Bahnhof Porta Westfalica über die Parkplätze in Barkhausen (Porta Westfalica) im Halbstundentakt auf den Berg und zum Denkmal. Der Bus ist ab dem Frühjahr 2019 kostenlos zu benutzen. Damit sollen Besucher animiert werden, nicht mit dem eigenen Auto bis zum Denkmal zu fahren, sondern den Bus zu nutzen. Auf dem Parkplatz direkt am Kaiser-Wilhelm-Denkmal befindet sich keine Abstellmöglichkeit für Busse. Das Ordnungsamt der Stadt Porta Westfalica steuert seit dem Frühjahr 2019 die Zufahrt am Wochenende mit Mitarbeitern und sperrt bei Überlastung die Bergstraße.

## Trivia
1902 wurde auf der östlich gegenüberliegenden Seite des Durchbruchstals Porta Westfalica auf dem Jakobsberg im Wesergebirge der Bismarckturm Porta Westfalica errichtet.
Der Akademische Turnerbund ließ am 30. Juli 1921 eine Gedenktafel für die im Ersten Weltkrieg gefallenen Mitglieder des Bundes am nördlichen Sockel anbringen und ergänzte diese 1953 durch eine Fackel für die im Zweiten Weltkrieg gefallenen Mitglieder.
Am 18. Oktober 2021 wurde das Denkmal 125 Jahre alt. Der Landschaftsverband Westfalen-Lippe (LWL) als Denkmaleigentümer richtete dazu eine Feier aus. Der 18. Oktober 1896 war als Eröffnungstag gesetzt, weil er der Jahrestag der Völkerschlacht von Leipzig ist und weil er den Jahrestag der Krönung Wilhelms I. zum preußischen König am 18. Oktober 1861 markiert.

## Film
- Ein Monument mit Geschichte. Das Kaiser-Wilhelm-Denkmal an der Porta Westfalica, Kurzfilm des LWL-Medienzentrums für Westfalen, Münster 2019